# Олари (Прахова)
Олари (рум. Olari) насеље је у Румунији у округу Прахова у општини Олари. Oпштина се налази на надморској висини од 85 m.

## Становништво
Према подацима из 2002. године у насељу је живело 760 становника, од којих су сви румунске националности.